# Mika Ahola

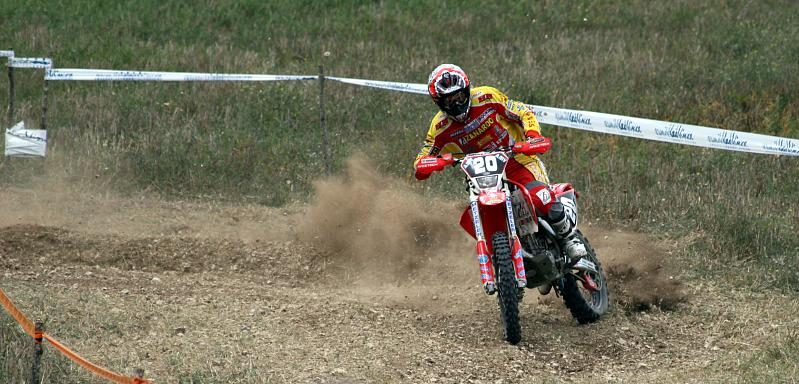
Mika Ahola während des WM-Laufes 2008 in Italien

Mika Ahola (* 13. Dezember 1974 in Hämeenlinna, Finnland; † 15. Januar 2012 in Barcelona, Spanien) war ein finnischer Endurosportler. Er war siebenmal Mitglied der siegreichen Six-Days-Trophy-Nationalmannschaft sowie Weltmeister 2007 und 2010 in der Klasse E2, 2008 und 2009 in der Klasse E1 und 2011 in der Klasse E3.

## Sportlicher Werdegang
Mika Ahola fuhr seit 1993 in der Enduro-Weltmeisterschaft. 1996 war er Mitglied der siegreichen finnischen Six-Days-Mannschaft. 1997 wurde er Zweiter in der Enduro-Weltmeisterschaft in der Klasse bis 125 cm³-Zweitakt auf einer TM. Zwei Jahre später war er in der Klasse bis 250 cm³-Zweitakt Dritter sowie Mitglied der siegreichen Six-Days-Mannschaft. 2000 war er Zweiter in der Klasse bis 250 cm³-Zweitakt. Für die nächste Saison wechselte er zur italienischen Motorradmarke VOR und fuhr in der Klasse über 500 cm³-Viertakt. In seinem ersten Jahr wurde er Zweiter der Weltmeisterschaft. Diesen Erfolg wiederholte er im Folgejahr. 2003 erreichte er einen fünften Platz. In den Jahren 2002 bis 2004 siegte er mit der finnischen Nationalmannschaft bei der Internationalen Sechstagefahrt. Für die Saison 2004 wechselte er zu Husqvarna und wurde in der Enduro-Weltmeisterschaft Vierter in der Klasse E3. Diesen Erfolg konnte er 2005 wiederholen. 2006 wurde er Zweiter in der Klasse E2 auf einer Honda. 2007 wurde Mika Ahola Weltmeister der Klasse E2 vor seinem Landsmann und Titelverteidiger Samuli Aro. Im folgenden Jahr holte er den Weltmeistertitel in der Klasse E1. Diesen verteidigte er 2009. 2010 wechselte wieder in die Klasse E 2 und gewann erneut den Titel. Im Jahr 2011 fuhr er in der Klasse E3 und errang erneut den Weltmeistertitel.
Am Neujahrstag 2012 gab Ahola seinen Rücktritt vom Endurosport bekannt.
Mika Ahola erlag am 15. Januar 2012 in einem Krankenhaus in Barcelona schweren inneren Verletzungen, die er sich bei einem Trainingssturz wenige Wochen zuvor zugezogen hatte.

## Erfolge
Enduro-Weltmeister2007 (E2), 2008 (E1), 2009 (E1), 2010 (E2), 2011 (E3)
Internationale Sechstagefahrt1996, 1998, 1999, 2002, 2003, 2004, 2006